# あたらしい党
あたらしい党（あたらしいとう）は、東京都の地域政党。日本で初めてクラウドファンディングを利用して設立された政党である。

## 党史
都民ファーストの会を離党後、無所属で活動していた音喜多駿東京都議会議員が、2018年10月に結党。音喜多は党の設立にあたり、「都民ファーストの会などに期待した有権者が行き場を失っている。真の改革政党が必要だ」などと述べた。
2019年4月の第19回統一地方選挙では、代表の音喜多が党公認で北区長選挙に立候補したほか、東京都内を中心とした地方自治体議員選挙に候補者を擁立。投開票の結果、音喜多は落選したが、地方議員選では16名の公認・推薦候補のうち10名が当選した（所属地方議員：10名）。
同年夏の第25回参議院議員通常選挙では、音喜多があたらしい党代表の肩書のまま、日本維新の会公認で東京都選挙区から立候補し、当選。
一方、同年8月5日には、結党時からの所属議員で、統一地方選では党推薦で再選していた伊藤陽平新宿区議会議員が正式に離党を発表した（所属地方議員：9名）。その後も議員の離脱が相次ぎ、10月1日には岡山県津山市議の三浦拓が、12月8日には党幹事長で北区議会議員の駒崎美紀が離党している（所属地方議員：7名）。
2020年2月29日、維新との連携方法などの今後の党方針についての信を問うとして音喜多が代表を辞任し、代表選挙が実施された。3月14日の投開票の結果、音喜多が渋谷区議会議員の橋本侑樹を破り、代表に再任した。7月23日には橋本が離党したことを明らかにした（所属地方議員：6名）。
2021年2月28日、音喜多が同年1月の千代田区議補選の候補者擁立を巡る混乱を受け、党代表を辞任し、自身の党籍は維新に一本化することを発表した。後任の代表には中央区議会議員の高橋元気が就任した。
3月31日、音喜多と同様に維新との二重党籍であった佐藤古都北区都政対策委員があたらしい党を離党。4月には荒川区議会で、6月には江東区議会で維新との統一会派を解消した。一方で2021年8月には埼玉県美里町議会議員の新井英行が維新に入党した（維新・あたらしい党の二重党籍）。
12月2日、前月の葛飾区議会議員選挙で党推薦で当選した小川優太が入党（所属地方議員：7名）。
2023年4月の第20回統一地方選挙では、現職6人と新人1人を擁立し、全員が当選した（所属地方議員：8名）。
2023年9月24日、高橋の代表任期満了に伴い、党員総会が開催され、新しい代表に宮本舜馬荒川区議が選任されたことを発表した。
2024年9月6日、代表の宮本が11月に予定される荒川区長選挙への立候補を表明したが、10月7日には立候補を撤回し、同選挙に出馬を表明している元都民ファーストの会都議の滝口学の支援に回る意向を示した。
2025年3月16日、宮本の代表任期満了に伴い、江戸川区議会議員の小林あすかが新代表に就任。
4月21日、小川が都民ファーストの会から同年の都議選の公認内定を受け、離党した（所属地方議員：7名）。

## 政策
1. 首長または議会多数派を獲得して目に見える改革を実行し、各地に広げる
2. 情報公開を徹底する
3. 他の政党では活躍しづらい女性・若者に政界への門戸を開く
4. しがらみのない行政運営を実現する
5. テクノロジー等への規制を緩和し、もう一度成長を目指す
6. とりわけ都市に必要不可欠な多様性ある社会を創出する
7. 必要な人に必要な施策を届ける真の福祉を広げる

## 役職

### 歴代代表一覧
| 代 | 代表氏名 | 代表氏名   | 期                            | 在任期間                       | 備考                                         |
| -- | -------- | ---------- | ----------------------------- | ------------------------------ | -------------------------------------------- |
| 1  |          | 音喜多駿   | 1                             | 2018年10月12日 - 2020年2月29日 | 東京都議会議員。後に日本維新の会参議院議員。 |
| 1  | 2        | 音喜多駿   | 2020年3月14日 - 2021年2月28日 | 日本維新の会参議院議員         |                                              |
| 2  |          | 高橋元気   | 1                             | 2021年3月14日 - 2023年9月24日  | 中央区議会議員                               |
| 3  |          | 宮本舜馬   | 1                             | 2023年9月24日 - 2025年3月16日  | 荒川区議会議員                               |
| 4  |          | 小林あすか | 1                             | 2025年3月16日 - （現職）       | 江戸川区議会議員                             |

### 歴代の党役員
| 代表       | 幹事長     | 政策調査会長 | 副幹事長 | 広報最高責任者 | 人事最高責任者 | 就任年月       |
| ---------- | ---------- | ------------ | -------- | -------------- | -------------- | -------------- |
| 音喜多駿   |            |              |          |                |                | 2018年10月12日 |
| 音喜多駿   | 駒崎美紀   | 高橋元気     | 橋本侑樹 | 三次由梨香     | 2019年6月1日   |                |
| 音喜多駿   | 高橋元気   | 三次由梨香   | 橋本侑樹 | 新井英行       | 2019年12月8日  |                |
| 音喜多駿   | 高橋元気   | 三次由梨香   | （廃止） | （廃止）       | 2020年8月24日  |                |
| 高橋元気   | 宮本舜馬   | 三次由梨香   | （廃止） | （廃止）       | 小林あすか     | 2021年3月14日  |
| 宮本舜馬   | 小林あすか | 三次由梨香   | （廃止） | （廃止）       | （廃止）       | 2023年9月24日  |
| 小林あすか | 三次由梨香 | 入江愛弓     | （廃止） | （廃止）       | （廃止）       | 2025年3月16日  |

## 党勢

### 所属地方議員
- 市区町村議会：7名（2025年4月21日現在）

| 議員名     | 所属議会           | 会派               | 備考                                    |
| ---------- | ------------------ | ------------------ | --------------------------------------- |
| 高橋元気   | 東京都中央区議会   | 立憲民主党・無所属 |                                         |
| 高橋絵梨香 | 東京都台東区議会   | 台東むすびの会     |                                         |
| 三次由梨香 | 東京都江東区議会   | 江東新時代の会     | 夫は前党代表の音喜多駿。                |
| 入江愛弓   | 東京都豊島区議会   | 維新・無所属の会   |                                         |
| 宮本舜馬   | 東京都荒川区議会   | ゆいの会           |                                         |
| 小林あすか | 東京都江戸川区議会 | 無所属の会         |                                         |
| 新井英行   | 埼玉県美里町議会   | 日本維新の会       | 2021年8月より日本維新の会との二重党籍。 |

## 騒動
- 2021年1月31日投開票の千代田区議会議員補欠選挙において、会社員で女装家の梅田夏希をあたらしい党公認で擁立したが、選挙期間中に、梅田が過去にtwitter上で投稿した「歩きタバコは死ね」「痴漢OKの車両があったら面白そう」などの書き込みが批判を受けた。その結果、梅田が「政治家を目指す以上、今後は立場に相応しい発言を心がけます」と陳謝する事態となった。さらに、梅田は自身の落選が決まった投開票日翌日の2月1日に「昨日までに私の過去の不適切ツイートを前後の文脈読まずにRT（再投稿）しちゃった人は公職選挙法142条の7に違反して不法行為に、さらに、書いてもないこと付け足しちゃった人は公職選挙法235条2項によって刑罰の対象となるのでそのつもりでね…」と投稿。居直りとも取れる投稿にさらに批判が集まり、党代表の音喜多が「（梅田氏は）自身への批判・指摘に対する開き直り・威圧とも取れる複数の発言がありました。選挙期間中もSNS上での立ち振舞いについて私および党関係者から再三再四に渡り注意・指導を行いましたが、舌の根も乾かぬうちに行われた発言は誠に遺憾であり、責任を痛感しております」とブログにて陳謝。梅田も2日にtwitter上で謝罪した[27]。党は翌3日に梅田に対し厳重注意処分を下し、党区政対策委員の職を解任したことを発表した[28]。この騒動では音喜多が維新にも所属していることから、維新の候補者と勘違いした苦情の電話が維新宛てに寄せられた。そのため、2月28日に音喜多は引責の形を取り、あたらしい党の代表及び東京維新の会の副代表を辞任することを発表した。あたらしい党での身分は党員から党友となり、党人としての活動は維新に一本化する意向を示した[29]。